# 夏一鹗
夏一鶚（？—1652年），漢軍正白旗人。清朝官員。
貢生出身。歷官常州府知府、江南漕運道、江南按察使。顺治八年（1651年）任江西巡抚。曾击敗唐王故将傅鼎铨等人，並在福建生俘傅鼎铨等183人，斬首。官至右副都御史。順治九年（1652年）卒。